# Andreas Skov Olsen
Andreas Skov Olsen (ur. 29 grudnia 1999 w Hillerød) – duński piłkarz występujący na pozycji skrzydłowego, reprezentant Danii.

## Kariera klubowa

### FC Nordsjælland
W 2012 dołączył do akademii FC Nordsjælland. Zadebiutował 23 lipca 2017 w meczu Superligaen przeciwko Brøndby IF (3:2). Pierwszą bramkę zdobył 27 września 2017 w meczu Pucharu Danii przeciwko Vejgaard BK (0:4). 1 lipca 2018 został na stałe przesunięty do pierwszego zespołu. 12 lipca 2018 zadebiutował w kwalifikacjach do Ligi Europy w meczu przeciwko Cliftonville (0:1).

### Bologna
24 lipca 2019 podpisał kontrakt z klubem Bologna. Zadebiutował 15 września 2019 w meczu Serie A przeciwko Brescii (3:4). Pierwszą bramkę zdobył 1 grudnia 2019 w meczu ligowym przeciwko Napoli (1:2).

## Kariera reprezentacyjna

### Dania U-19
W 2017 roku otrzymał powołanie do reprezentacji Danii U-19. Zadebiutował 30 sierpnia 2017 w meczu towarzyskim przeciwko reprezentacji Szwecji U-19 (4:2). Pierwszą bramkę zdobył 2 września 2017 w meczu towarzyskim przeciwko reprezentacji Austrii U-19 (1:4).

### Dania U-21
W 2018 roku otrzymał powołanie do reprezentacji Danii U-21. Zadebiutował 7 września 2018 w meczu eliminacji do Mistrzostw Europy U-21 2019 przeciwko reprezentacji Finlandii U-21 (2:0), w którym zdobył swoją pierwszą bramkę. 7 czerwca 2019 otrzymał powołanie na Mistrzostwa Europy U-21 2019. Na Euro U-21 2019 zadebiutował 20 czerwca 2019 w meczu przeciwko reprezentacji Austrii U-21 (3:1), w którym zdobył bramkę.

### Dania
W 2020 roku otrzymał powołanie do reprezentacji Danii. Zadebiutował 7 października 2020 w meczu towarzyskim przeciwko reprezentacji Wysp Owczych (4:0), w którym zdobył swoją pierwszą bramkę.

## Statystyki

### Klubowe
(aktualne na dzień 7 września 2022)
| Klub               | Sezon              | Liga               | Liga  | Liga   | Puchar kraju | Puchar kraju | Europa | Europa | Suma  | Suma   |
| Klub               | Sezon              | Liga               | Mecze | Bramki | Mecze        | Bramki       | Mecze  | Bramki | Mecze | Bramki |
| ------------------ | ------------------ | ------------------ | ----- | ------ | ------------ | ------------ | ------ | ------ | ----- | ------ |
| FC Nordsjælland    | 2017/18            | Superligaen        | 5     | 0      | 2            | 1            | –      | –      | 7     | 1      |
| FC Nordsjælland    | 2018/19            | Superligaen        | 36    | 22     | 2            | 1            | 6      | 3      | 44    | 26     |
| FC Nordsjælland    | Ogólnie            | Ogólnie            | 41    | 22     | 4            | 2            | 6      | 3      | 51    | 27     |
| Bologna            | 2019/20            | Serie A            | 26    | 1      | 0            | 0            | –      | –      | 26    | 1      |
| Bologna            | 2020/21            | Serie A            | 26    | 2      | 0            | 0            | –      | –      | 26    | 2      |
| Bologna            | 2021/22            | Serie A            | 18    | 0      | 1            | 0            |        |        | 19    | 0      |
| Bologna            | Ogólnie            | Ogólnie            | 70    | 3      | 0            | 0            | 0      | 0      | 71    | 3      |
| Club Brugge        | 2021/22            | Eerste klasse A    | 15    | 6      | 2            | 0            |        |        | 17    | 6      |
| Club Brugge        | 2022/23            | Eerste klasse A    | 8     | 4      | 0            | 0            | 2      | 1      | 11    | 6      |
| Club Brugge        | Ogólnie            | Ogólnie            | 23    | 10     | 2            | 0            | 2      | 1      | 28    | 12     |
| Ogólnie w karierze | Ogólnie w karierze | Ogólnie w karierze | 134   | 35     | 7            | 2            | 8      | 4      | 150   | 42     |

### Reprezentacyjne
(aktualne na dzień 27 lutego 2021)
| Reprezentacja | Rok     | Mecze | Bramki |
| ------------- | ------- | ----- | ------ |
| Dania U-18    |         |       |        |
| 2017          | 1       | 0     |        |
| Ogólnie       | Ogólnie | 1     | 0      |
| Dania U-19    |         |       |        |
| 2017          | 7       | 2     |        |
| 2018          | 4       | 3     |        |
| Ogólnie       | Ogólnie | 11    | 5      |
| Dania U-21    |         |       |        |
| 2018          | 4       | 2     |        |
| 2019          | 11      | 8     |        |
| 2020          | 2       | 1     |        |
| Ogólnie       | Ogólnie | 17    | 11     |
| Dania         |         |       |        |
| 2020          | 2       | 1     |        |
| Ogólnie       | Ogólnie | 2     | 1      |

| Mecze i gole w reprezentacji | Mecze i gole w reprezentacji | Mecze i gole w reprezentacji | Mecze i gole w reprezentacji | Mecze i gole w reprezentacji | Mecze i gole w reprezentacji | Mecze i gole w reprezentacji | Mecze i gole w reprezentacji |
| Dania U-18                   | Dania U-18                   | Dania U-18                   | Dania U-18                   | Dania U-18                   | Dania U-18                   | Dania U-18                   | Dania U-18                   |
| Lp.                          | Data                         | Miejsce                      | Gospodarz                    | Gość                         | Wynik                        | Gol                          | Rozgrywki                    |
| ---------------------------- | ---------------------------- | ---------------------------- | ---------------------------- | ---------------------------- | ---------------------------- | ---------------------------- | ---------------------------- |
| 1.                           | 08.03.2017                   | Empoli                       | Włochy U-18                  | Dania U-18                   | 4:4                          |                              | Mecz towarzyski              |
| Dania U-19                   |                              |                              |                              |                              |                              |                              |                              |
| Lp.                          | Data                         | Miejsce                      | Gospodarz                    | Gość                         | Wynik                        | Gol                          | Rozgrywki                    |
| 1.                           | 30.08.2017                   | Sandefjord                   | Dania U-19                   | Szwecja U-19                 | 4:2                          |                              | Mecz towarzyski              |
| 2.                           | 02.09.2017                   | Sandefjord                   | Dania U-19                   | Austria U-19                 | 1:4                          | Gol                          | Mecz towarzyski              |
| 3.                           | 05.10.2017                   | Kopenhaga                    | Dania U-19                   | Rumunia U-19                 | 1:0                          | Gol                          | Mecz towarzyski              |
| 4.                           | 08.10.2017                   | Kopenhaga                    | Dania U-19                   | Rumunia U-19                 | 5:1                          |                              | Mecz towarzyski              |
| 5.                           | 08.11.2017                   | Rovinj                       | Łotwa U-19                   | Dania U-19                   | 1:2                          |                              | el. ME U-19 2018             |
| 6.                           | 11.11.2017                   | Rovinj                       | Dania U-19                   | San Marino U-19              | 4:0                          |                              | el. ME U-19 2018             |
| 7.                           | 14.11.2017                   | Rovinj                       | Dania U-19                   | Chorwacja U-19               | 5:2                          |                              | el. ME U-19 2018             |
| 8.                           | 16.01.2018                   | Ajia Napa                    | Cypr U-19                    | Dania U-19                   | 0:1                          |                              | Mecz towarzyski              |
| 9.                           | 18.01.2018                   | Paralimni                    | Litwa U-19                   | Dania U-19                   | 1:7                          | Gol · Gol                    | Mecz towarzyski              |
| 10.                          | 27.02.2018                   | Llagostera                   | Szkocja U-19                 | Dania U-19                   | 1:0                          |                              | Mecz towarzyski              |
| 11.                          | 25.04.2018                   | Kopenhaga                    | Dania U-19                   | Niemcy U-19                  | 2:2                          | Gol                          | Mecz towarzyski              |
| Dania U-21                   |                              |                              |                              |                              |                              |                              |                              |
| Lp.                          | Data                         | Miejsce                      | Gospodarz                    | Gość                         | Wynik                        | Gol                          | Rozgrywki                    |
| 1.                           | 07.09.2018                   | Aalborg                      | Dania U-21                   | Finlandia U-21               | 2:0                          | Gol                          | el. ME U-21 2019             |
| 2.                           | 11.09.2018                   | Gorżdy                       | Litwa U-21                   | Dania U-21                   | 0:2                          | Gol                          | el. ME U-21 2019             |
| 3.                           | 14.11.2018                   | Logroño                      | Hiszpania U-21               | Dania U-21                   | 4:1                          |                              | Mecz towarzyski              |
| 4.                           | 20.11.2018                   | Esbjerg                      | Dania U-21                   | Anglia U-21                  | 1:5                          |                              | Mecz towarzyski              |
| 5.                           | 20.03.2019                   | Slagelse                     | Dania U-21                   | Belgia U-21                  | 3:2                          | Gol                          | Mecz towarzyski              |
| 6.                           | 24.03.2019                   | Brest                        | Francja U-21                 | Dania U-21                   | 0:1                          |                              | Mecz towarzyski              |
| 7.                           | 12.06.2019                   | Pula                         | Chorwacja U-21               | Dania U-21                   | 1:0                          |                              | Mecz towarzyski              |
| 8.                           | 20.06.2019                   | Udine                        | Dania U-21                   | Austria U-21                 | 3:1                          | Gol                          | ME U-21 2019                 |
| 9.                           | 23.06.2019                   | Triest                       | Dania U-21                   | Serbia U-21                  | 2:0                          |                              | ME U-21 2019                 |
| 10.                          | 06.09.2019                   | Aalborg                      | Dania U-21                   | Węgry U-21                   | 0:0                          |                              | Mecz towarzyski              |
| 11.                          | 10.09.2019                   | Aalborg                      | Dania U-21                   | Rumunia U-21                 | 2:1                          | Gol · Gol                    | el. ME U-21 2021             |
| 12.                          | 10.10.2019                   | Aalborg                      | Dania U-21                   | Irlandia Północna U-21       | 2:1                          |                              | el. ME U-21 2021             |
| 13.                          | 14.10.2019                   | Pori                         | Finlandia U-21               | Dania U-21                   | 0:1                          |                              | el. ME U-21 2021             |
| 14.                          | 15.11.2019                   | Lwów                         | Ukraina U-21                 | Dania U-21                   | 2:3                          | Gol · Gol · Gol              | el. ME U-21 2021             |
| 15.                          | 19.11.2019                   | Aalborg                      | Dania U-21                   | Malta U-21                   | 5:1                          | Gol                          | el. ME U-21 2021             |
| 16.                          | 04.09.2020                   | Aalborg                      | Dania U-21                   | Ukraina U-21                 | 1:1                          |                              | el. ME U-21 2021             |
| 17.                          | 08.09.2020                   | Ballymena                    | Irlandia Północna U-21       | Dania U-21                   | 0:1                          | Gol                          | el. ME U-21 2021             |
| Dania                        |                              |                              |                              |                              |                              |                              |                              |
| Lp.                          | Data                         | Miejsce                      | Gospodarz                    | Gość                         | Wynik                        | Gol                          | Rozgrywki                    |
| 1.                           | 07.10.2020                   | Herning                      | Dania                        | Wyspy Owcze                  | 4:0                          | Gol                          | Mecz towarzyski              |
| 2.                           | 11.10.2020                   | Reykjavík                    | Islandia                     | Dania                        | 0:3                          |                              | Liga Narodów UEFA            |